# Zhou Long
Zhou Long, né le 8 juillet 1953 à Pékin, est un compositeur américain (né Chinois) qui a gagné le prix Pulitzer de musique en 2011 pour son opéra Madame White Snake, créé le 26 février 2010.

## Œuvres

### Ouvrages scéniques
- Dong Shi (ballet), grand orchestre, 1983
- Sheng Sheng Man, musique de scène pour un spectacle de danse, texte de Li Qing-zhao, soprano et ensemble d'instruments chinois, 1989
- Flying to Heaven/Butterfly, musique de danse, bande, 1994
- Hidden Voices, musique de danse, quatre interprètes et bande, 1994

### Musique orchestrale
- Fisherman's Song, poème symphonique, grand orchestre, 1981
- Guang Ling San Symphony, grand orchestre, 1983
- King Chu Doffs His Armour, pipa et orchestre, 1991
- Da Qu, percussion et grand orchestre, 1991 (autre version pour percussion et orchestre traditionnel chinois, 1991)
- Tian Ling, pipa et petit orchestre (quatorze interprètes), 1992
- Beijing Drum, pipa et orchestre, 1994
- Poems from Tang, quatuor à cordes et grand orchestre, 1995 (autre version pour quatuor à cordes)
- Concerto, saxophone et orchestre, 1999-2000
- Out of Tang Court, pipa, zheng, erhu et orchestre, 1999-2000
- The Rhyme of Taigu, grand orchestre, 2003
- The Immortal, grand orchestre, 2004

### Musique de chambre
- Song of the Ch'in, quatuor à cordes, 1982
- Wu Kui, piano solo, 1983
- Valley Stream, di zi (flûte chinoise en bambou), guanzi (hautbois chinois), zheng et percussion, 1983
- Taiping Drum, violon et piano, 1983
- Su, flûte et huqin (instrument chinois à archet), 1984 (autre version pour flûte et harpe ou pipa, 1990)
- Green, di zi et pipa, 1984 (autre version pour flûte ou shakuhachi [flûte en bambou] et pipa, 2001)
- Triptych of Bell-Drum Music, percussion, 1984
- The Moon Rising High, pipa, ensemble (di zi, yangqin, zheng, erhu, daruan et percussion), 1986
- Heng – Eternity, di zi, pipa, yangqin, zheng, erhu et percussion, 1987
- Soul, quatuor à cordes, 1987
- Ding (Samadhi), clarinette, zheng et contrebasse, 1988 (autre version pour clarinette, contrebasse et percussion, 1990)
- Variations on A Poetess' Lament , ensemble d'instruments chinois etbande, 1989
- Dhyana, flûte, clarinette, violon, violoncelle et piano, 1990
- You Lan, erhu et piano, 1991
- Wu Ji, zheng, piano et percussion, 1991 (autres versions pour piano solo et bande (1987), pour harpe, piano et percussion (1991), et pour piano et percussion (2000))
- Soul, pipa et quatuor à cordes, 1992
- Secluded Orchid, violon, violoncelle et piano, 1992 (autre version pour pipa, erhu, violoncelle et percussion, 2000)
- Wild Grass, violoncelle solo, 1993 (autre version pour alto solo, 1993)
- Five Maskers, cor d'harmonie, deux trompettes, trombone et tuba, 1994
- The Ineffable, flûte (+ piccolo), pipa, zheng, violon, violoncelle et percussion, 1994 (autre version pour flûte, zheng et percussion, 1994)
- The Ineffable II, deux di zi, violoncelle et deux percussions, 1995
- Metal, Stone, Silk, Bamboo, pour di zi, flûte (+ piccolo), clarinette (+ clarinette basse), violon, violoncelle et percussion, 1996
- Sizhu, Silk and Bamboo, pour di zi, xun (flûte chinoise), alto et violoncelle, 1996
- Tales from the Cave, huqin et quatre percussions, 1998
- Spirit of Chimes, violon, violoncelle et piano, 1999
- Rites of Chimes, violoncelle et ensemble d'instruments chinois, 2000
- Partita, violon et piano, 2000
- Harmony, quatuor à cordes, 2003
- Taigu Rhyme, clarinette, violon, violoncelle et 3 percussions, 2003
- The Five Elements, flûte (+ piccolo et claves), clarinette en La (+ claves), violon, violoncelle, piano et percussion, 2003 (autre version pour di zi, clarinette, pipa, erhu, violoncelle et percussion, 2003)
- Mount a Long Wind, di zi, pipa, zheng, erhu et percussion, 2004

### Musique chorale
- Words of the Sun, texte de Ai Qing, chœur mixte, 1982, révisé en 1997
- Two Poems, chœur mixte, 1997 (version alternative de deux sections de la cantate Shi Jing)
- The Future of Fire, chœur d'enfants, chœur mixte et grand orchestra, 2001

### Musique vocale
- Ballade of the Sea, cycle de mélodies, texte de Tuo Huang, soprano et piano, 1979
- Green (vocalise), soprano et pipa, 1984 (autre version pour soprano et guitare, 1991)
- Li Sao Cantata, texte de Qu'Yuan, soprano et petit orchestre (quatorze instrumentistes), 1988
- A Poetess' Lament, soprano, pipa, erhu et zheng, 1989, révisé en 2000
- Shi Jing Cantata, soprano, flûte, hautbois, clarinette, basson, piano, quatuor à cordes et contrebasse, 1990 (autre version de deux sections sous le nom Two Poems, pour chœur mixte)
- Pipa Ballad, texte de Bai Ju-yi, soprano, pipa et violoncelle, 1991
- Konghou Fantasia, texte de Li He, soprano, pipa, zheng, erhu et orchestre à cordes, 1995
- Emperor's New Suit, texte de Yan Li, baryton et piano, 2001

### Arrangement
- Chinese Folk Songs, quatuor à cordes, 1998 (autre version pour orchestre à cordes, 2004)